# الرمادية (إدلب)
الرمادية قرية سورية تتبع ناحية دركوش في منطقة جسر الشغور في محافظة إدلب. بلغ عدد سكانها 746 نسمة في عام 2004 حسب إحصاء المكتب المركزي للإحصاء.